# Pucadelphys
Pucadelphys – wymarły rodzaj ssaka niższego z rodziny Pucadelphyidae, żyjący we wczesnym paleocenie. Odkryty na terenie Boliwii.

## Etymologia
- Pucadelphys: Puca Group, obejmująca formację El Molino (nazwy puca lub puka oznaczające w keczua czerwony); rdzeń -delphys używany w wielu łacińskich nazwach rodziny dydelfowatych[1].
- andinus: nowołac. Andinus „andyjski, z Andów”, od Andium „Andy”[1].